# Blasdell
Blasdell falu az USA New York államában, Erie megyében. Lakosainak száma 2539 fő (2020. április 1.).

## Népesség
A település népességének változása:

| 2010 | 2 553 |
| 2020 | 2 539 |